# アレックス・センテジェス
アレハンドロ・センテジェス・プラサ（Alejandro Centelles Plaza, 1999年4月30日 - ）は、スペイン・バレンシア州バレンシア県バレンシア出身のサッカー選手。UDアルメリア所属。ポジションはDF。

## クラブ経歴
2007年に地元のバレンシアCFのカンテラに入所。2017年に傘下のバレンシアCF・メスタージャに昇格。8月24日のセグンダ・ディビシオンBのデポルティーボ・アラゴン戦でプロデビュー。2017-18シーズンはBチームながら先発に定着し36試合に出場。2018年5月25日にはバレンシアと2021年までの契約を締結した。
2019年7月1日、ポルトガル・プリメイラ・リーガのFCファマリカンへの1年間のローン移籍が発表。初のトップリーグで27試合に出場し、2019-20シーズン終了後にバレンシアに復帰。
2020年10月3日、UDアルメリアへの移籍が発表された。